# Jurinia versicolor
Jurinia versicolor là một loài ruồi trong họ Tachinidae.